# Castelo Megginch

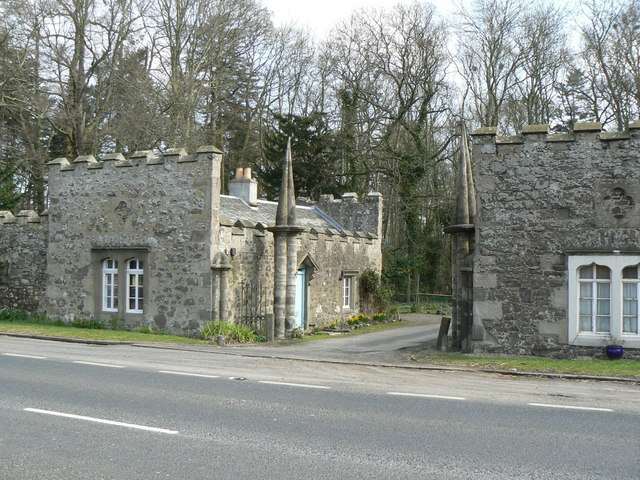
Portão do Castelo Megginch

O Castelo Megginch (em inglês:  Megginch Castle) é um castelo localizado em Errol, Perth and Kinross, Escócia.

## História
A estrutura está datada do século XVI, com acrescentos do século XIX na parte sul e noroeste. A parte sul contém um painel com um brasão de armas com a inscrição '1820'.
Sobre uma das janelas, existe uma inscrição 'Petrus Hay, Aedificium Exstruxit An: 1575'.
O castelo foi conhecido como 'Sanct-Martines' no inicio do século XVII.
Encontra-se classificado na categoria "A" do "listed building" desde 5 de outubro de 1974.

## Estrutura
Consiste num bloco principal com três pisos; no rés-do-chão, existe uma cozinha e duas adegas (ambas em abóboda); no primeiro piso contém o hall e quartos.